# Crèche stabile d'Anzi
La Crèche Stabile d'Anzi (en italien Presepe poliscenico stabile di Anzi) est l'une des crèches de Noël permanentes les plus grandes en Europe, plus précisément la quatrième. Située dans la commune d'Anzi, au cœur de la Basilicate, la crèche qui a été inaugurée en 1997 a été réalisée en quatre ans par le prêtre Antonio Vertulli et par des volontaires du petit village à l'aide de plâtre et matériaux de récupération .

## Les scènes
Les dix scènes narrent les événements les plus importants de l'enfance de Jésus-Christ. La particularité de l'artiste consiste à avoir représenté les scènes, en y insérant de suggestifs paysages du territoire de Basilicate, dont le village de Calvello, les Sassi e le parc des églises rupestres de Matera, Castelmezzano, les Dolomites et des aperçus de la ville de Potenza. Enfin, la ville de Nazareth reproduit fidèlement le village d'Anzi, où la crèche est située. Il y a aussi de  statues en papier mâché qui ont été réalisées à Lecce.